# Herbert Dahlbom
Herbert Dahlbom, född 21 augusti 1933 i Torsebro , död 5 september 2019 i Kristianstad, var en svensk cyklist. Han tävlade för IFK Kristianstad under 1950-talet innan han 1960 flyttade till Stockholm.
Dahlbom började cykla men valde att satsa på friidrott istället. Efter flera mästerskapssegrar återgick han till cykling på grund av problem med en fot. Detta beslut ledde till att han blev IFK Kristianstads genom tidernas mest framgångsrikaste cyklist. Dahlbom började med att bli svensk juniormästare 1955. Året efter tävlade han i Berlin mot en stor del av Europaeliten och vann med tre minuter, vilket pressen döpte till ”Berlinbomben”. Han erbjöds en plats i Olympiska sommarspelen 1956 i Melbourne, men tackade nej. Han vann SM-guld på 50 km tempo tre år i rad (1956-1958) på rekordtider. IFK Kristianstads bästa år inom cykling blev 1957. Förutom SM-guldet på 50 km, vann Dahlbom nordiska mästerskapet med tre minuter och blev åtta på världsmästerskapen i Belgien. Han var uttagen till Olympiska sommarspelen 1960 i Rom som ett stort medaljhopp, men drabbades av matförgiftning på plats och kunde inte delta. Därefter lockades Herbert till Stockholm, där han tävlade för Djurgårdens IF och fortsatte sin framgångsrika tävlingskarriär med ytterligare svenska och nordiska guld i tempolopp. Han vann åter två SM-guld i tempo 1960-1961.